# ريث روفرز
نادي ريث روفرز لكرة القدم (بالإنجليزية: Raith Rovers Football Club)‏ نادي كرة قدم اسكتلندي يلعب في دوري الدرجة الأولى ويقع مقره في مدينة كيركالدي في إقليم فايف. تم تأسيس النادي في سنة 1883 .